# Europese kampioenschappen veldrijden 2011
De Europese kampioenschappen veldrijden 2011 was de negende editie van de Europese kampioenschappen veldrijden georganiseerd door de UEC.
Het kampioenschap bestond uit de volgende categorieën:
|                                     |                    |
| • Vrouwen elite (17 jaar en ouder)  | 0000 1995 en ouder |
|                                     |                    |
| • Mannen beloften (19 t/m 22 jaar)  | 0000 1990 - 1993   |
| • Jongens junioren (17 t/m 18 jaar) | 0000 1994 - 1995   |

## Medailleoverzicht
| Categorie        | Goud                 | Goud   | Zilver                | Zilver | Brons                  | Brons  |
| Mannen           | Mannen               | Mannen | Mannen                | Mannen | Mannen                 | Mannen |
| ---------------- | -------------------- | ------ | --------------------- | ------ | ---------------------- | ------ |
| Mannen beloften  | Lars van der Haar    |        | Mike Teunissen        |        | Stan Godrie            |        |
| Jongens junioren | Mathieu van der Poel |        | Quentin Jauregui      |        | Romain Seigle          |        |
| Vrouwen          |                      |        |                       |        |                        |        |
| Vrouwen elite    | Daphny van den Brand |        | Lucie Chainel-Lefevre |        | Pauline Ferrand-Prevot |        |

## Resultaten

### Vrouwen elite
| №      | Naam                   | Land |
| ------ | ---------------------- | ---- |
| Goud   | Daphny van den Brand   | NED  |
| Zilver | Lucie Chainel-Lefevre  | FRA  |
| Brons  | Pauline Ferrand-Prevot | FRA  |
| 4      | Sophie De Boer         | NED  |
| 5      | Nikki Harris           | GBR  |
| 6      | Sanne Van Paassen      | NED  |
| 7      | Sabrina Stultiens      | NED  |
| 8      | Helen Wyman            | GBR  |
| 9      | Sanne Cant             | BEL  |
| 10     | Sabrina Schweizer      | GER  |

### Mannen beloften
| №      | Naam              | Land |
| ------ | ----------------- | ---- |
| Goud   | Lars van der Haar | NED  |
| Zilver | Mike Teunissen    | NED  |
| Brons  | Stan Godrie       | NED  |
| 4      | Arnaud Jouffroy   | FRA  |
| 5      | Vinnie Braet      | BEL  |
| 6      | Gianni Vermeersch | BEL  |
| 7      | Gert-Jan Bosman   | NED  |
| 8      | Tijmen Eising     | NED  |
| 9      | David Menut       | FRA  |
| 10     | Tim Merlier       | BEL  |

### Jongens junioren
| №      | Naam                  | Land |
| ------ | --------------------- | ---- |
| Goud   | Mathieu van der Poel  | NED  |
| Zilver | Quentin Jauregui      | FRA  |
| Brons  | Romain Seigle         | FRA  |
| 4      | Wout van Aert         | BEL  |
| 5      | Anthony Turgis        | FRA  |
| 6      | Matthias Van de Velde | BEL  |
| 7      | Koen Weijers          | NED  |
| 8      | Daan Soete            | BEL  |
| 9      | Pjotr van Beek        | NED  |
| 10     | Quinten Hermans       | BEL  |

## Medaillespiegel
| Plaats | Land      | Goud | Zilver | Brons | Totaal |
| 1      | Nederland | 3    | 1      | 1     | 5      |
| 2      | Frankrijk | 0    | 2      | 2     | 4      |
| Totaal | Totaal    | 3    | 3      | 3     | 9      |

Kampioenschappen:  Wereldkampioenschappen · 
 Europese kampioenschappen · 
 Belgische kampioenschappen · 
 Nederlandse kampioenschappen
Klassementen:  Wereldbeker · 
 Superprestige · 
 GvA Trofee ·
 TOI TOI Cup ·
 Challenge national
Overig:  Fidea Cyclocross Classics
2003 · 
2004 · 
2005 · 
2006 · 
2007 · 
2008 · 
2009 · 
2010 · 
2011 · 
2012 · 
2013 · 
2014 · 
2015 · 
2016 · 
2017 · 
2018 · 
2019 · 
2020 · 
2021 ·
2022 ·
2023 ·
2024 ·
2025 ·
2026